# Paolo de Matteis

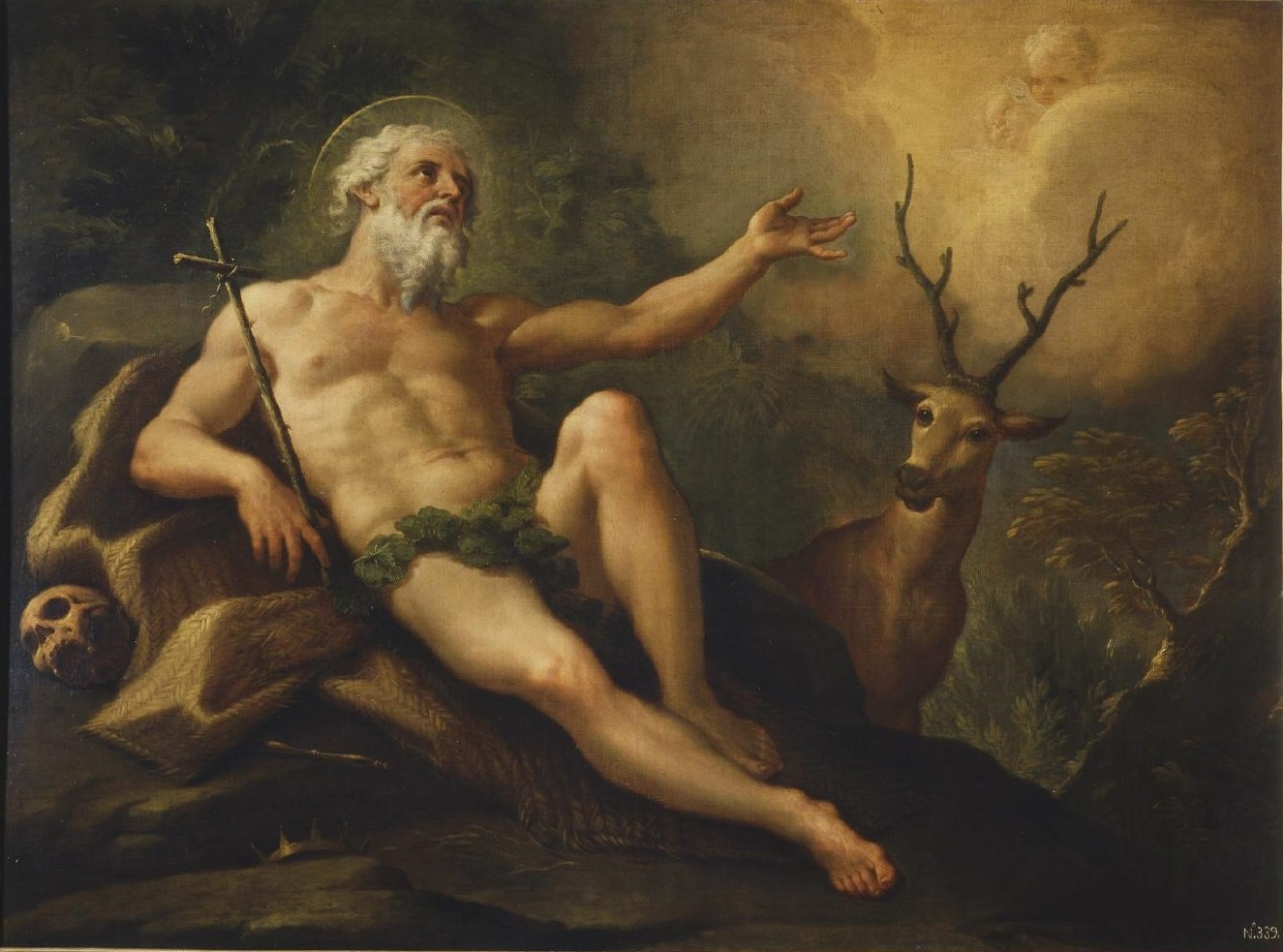
San Gil penitente, óleo sobre lienzo, 150 x 205 cm, Madrid, Museo de la Real Academia de Bellas Artes de San Fernando.

Paolo De Matteis (Piano de Cilento (Salerno), 1662-Nápoles, 1728) fue un pintor barroco italiano, activo principalmente en el Reino de Nápoles donde se vio inicialmente influido por Luca Giordano para abrirse luego a un incipiente rococó.

## Biografía
Muy joven se estableció en Nápoles, donde tuvo por maestros primero a Francesco di Maria y más tarde a Luca Giordano. En 1682 se trasladó a Roma donde completó su formación al lado de Giovanni Maria Morandi, de quien recibió la influencia del clasicismo de  Carlo Maratta, con la que iba a atenuar su inicial barroquismo adoptando fórmulas de mayor elegancia. También en Roma conoció al embajador español, Gaspar de Haro y Guzmán, marqués del Carpio, ávido coleccionista, a quien acompañó de regreso a Nápoles cuando fue nombrado virrey. 
La protección que le dispensó el marqués del Carpio posibilitó que se extendiese su fama más allá de las fronteras de Nápoles, donde trabajó al óleo y al fresco en numerosas iglesias, y explica que de España le llegasen importantes encargos, entre ellos una serie de pinturas de asunto religioso, de las que la Adoración de los pastores se encuentra firmada en 1688, destinadas a la capilla y sobrepuertas de la Casa de Campo de Madrid, propiedad real, serie parcialmente conservada en el museo de la Real Academia de Bellas Artes de San Fernando, o los doce lienzos dedicados a la vida de san Francisco y santa Clara que pintó entre 1690 y 1696 para las clarisas de Cocentaina por encargo de Francisco de Benavides, conde de Cocentaina y virrey de Nápoles de 1687 a 1695.

Otro importante encargo con destino a España fue el de veintidós lienzos de la vida de San Francisco Javier que pintó a partir de 1692 para el claustro del Colegio Imperial fundado en Madrid por la Compañía de Jesús, serie dispersa tras la expulsión de los jesuitas en 1767 y en su mayor parte perdida, a excepción de los cuatro lienzos conservados en la catedral de Córdoba. 
De 1703 a 1705 trabajó en París bajo la protección de Luis XIV, aunque ninguna de las obras que pintó allí se ha conservado; viajó luego a Calabria y Génova donde trabajó algún tiempo. Recibió también encargos de la corte vienesa de los Habsburgo, en la se estableció entre 1714 y 1719, y de Inglaterra, desde donde Anthony Ashley Cooper, conde de Shaftesbury, le encargó una composición sobre Hércules. En 1723 se encontraba en Roma trabajando para el papa Inocencio XIII. 
Tuvo como discípulos, entre otros, a Giuseppe Mastroleo y los hermanos Giovanni y Antonio Sarnelli.